# Alex Mazaira
Alejandro Mazaira Gómez (Orense, España, 23 de abril de 1997) es un jugador de baloncesto español. Juega de ala-pívot actual equipo es el Cáceres Patrimonio de la Humanidad de Segunda FEB.

## Carrera deportiva
Llegó a las categorías inferiores del club azulgrana con apenas 15 años, el jugador hacía las maletas para emprender una nueva aventura en solitario en la Ciudad Condal, procedente del Ourense Baloncesto de su localidad natal.
Disputó en 2014 con la selección española el Mundial Sub-17, en Dubái y al año siguiente el Europeo Sub-18, en Volos (Grecia).
Se afianzó en el filial del FC Barcelona realizando una gran temporada en LEB Plata. Tras su ascenso a LEB Oro, sigue siendo uno de los jugadores con más futuro de la cantera barcelonista.
En la temporada 2016/17 forma parte del filial del  FC Barcelona B, que juega en LEB Oro, alternando algunos minutos en el primer equipo de la Liga ACB.
En agosto de 2017, el ala-pívot gallego abandona el FC Barcelona Lassa B, y se convierte en jugador del ICL Manresa  durante 3 temporadas. Haría la pretemporada en el primer equipo y jugaría la temporada 2017-18 en el Bàsquet Martorell, equipo vinculado.
Disputó la temporada 2019-20 en las filas del Marín Ence Peixegalego de la Liga LEB Oro, con que fue capaz de hacer unos números de 6’8 puntos y 3’8 rebotes en poco más de 17 minutos por encuentro.
En julio de 2020, regresa a su ciudad natal para jugar en las filas del Club Ourense Baloncesto de la Liga LEB Oro.
El 11 de julio de 2021, firma por una temporada con el Club Melilla Baloncesto de la Liga LEB Oro.
El 13 de julio de 2022, firma por el Real Valladolid Baloncesto de la Liga LEB Oro.
El 24 de julio de 2023, firma por el Zornotza Saskibaloi Taldea de LEB Plata, donde disputa dos temporadas. En la 2024/25 promedió 16 puntos y 4.5 rebotes por partido, siendo uno de los jugadores nacionales más destacados de la competición.
El 25 de junio de 2025 se anuncia su fichaje por el Cáceres Patrimonio de la Humanidad de Segunda FEB.

## Palmarés
- 2012-13. FC Barcelona. Campeonato de España Cadete. Campeón
- 2014-15. FC Barcelona. Torneo de L'Hospitalet. Subcampeón